# Tananai
Tananai, in precedenza noto come Not for Us, pseudonimo di Alberto Cotta Ramusino (Milano, 8 maggio 1995), è un cantautore e produttore discografico italiano.
Ha iniziato la carriera musicale nel 2014 con lo pseudonimo Not for Us, producendo principalmente musica elettronica, per poi orientarsi verso il genere pop con lo pseudonimo Tananai dal 2018. Ha raggiunto la notorietà nel 2022 in seguito alla partecipazione al 72º Festival di Sanremo, nel quale il suo brano Sesso occasionale si è classificato ultimo, ma ha comunque riscontrato un ottimo successo radiofonico entrando nella top 10 della classifica FIMI.

## Biografia

### Infanzia ed esordi
Nato nel 1995 a Milano e cresciuto a Cologno Monzese, Alberto Cotta Ramusino ancora adolescente e studente al Liceo scientifico statale d'istruzione superiore Leonardo da Vinci ha iniziato a comporre le sue prime produzioni musicali utilizzando lo pseudonimo Not for Us e, tramite il suo profilo SoundCloud, nel 2014 ha pubblicato un remix amatoriale di Swimming Pools (Drank) di Kendrick Lamar. Studente di architettura al Politecnico di Milano, nel 2015 ha partecipato come concorrente a TOP DJ, arrivando in finale e classificandosi terzo, ottenendo così un contratto discografico come produttore e autore.
Nello stesso anno ha pubblicato A Diamond, la sua prima produzione originale grazie a un contratto con le etichette discografiche Sony Music e Columbia Records. Il singolo ha visto la partecipazione di Anna McDougal come voce, ed è stato poi pubblicato il 6 luglio 2015 attraverso il proprio canale Vevo e su YouTube e su tutte le piattaforme di streaming.
Nel frattempo ha iniziato a frequentare il corso di progettazione architettonica al Politecnico di Milano, che ha deciso di abbandonare nel 2017 per dedicarsi esclusivamente alla propria carriera musicale.

### 2016-2020:To Discover and Forgete Tananai
Nel 2016 ha collaborato con l'artista norvegese Astrid S per un remix del brano Hurts So Good. Il 19 novembre è tra gli artisti che aprono il dj set dei Pendulum al Fabrique di Milano. Nello stesso anno ha collaborato con Nike per la colonna sonora di spot e lancio della nuova collezione ACG di NikeLab.
Nel 2017 ha cambiato etichetta, passando sotto contratto discografico con la Universal Music Italia, con cui ha pubblicato l'album d'esordio To Discover and Forget sotto lo pseudonimo Not for Us. Dopo la pubblicazione dell'album l'artista ha iniziato a lavorare principalmente alla produzione musicale per vari artisti italiani. La sua carriera musicale da cantautore parte, invece, nel 2017 grazie alla nuova politica musicale del nuovo management discografico.
Accreditato con il nuovo pseudonimo Tananai (che riprende un termine in lingua lombarda (Brescia/Bergamo) con cui il suo amato nonno lo apostrofava scherzosamente, che ha il significato di "piccola peste" e che in senso dispregiativo o bonario può anche essere rivolto ad una persona), ha pubblicato il singolo d'esordio Volersi male.
Nel 2019 ha suonato al Sziget Festival di Budapest sul Lightstage, mentre a gennaio 2020 ha pubblicato il singolo Giugno, con cui ha anticipato l'uscita dell'EP d'esordio intitolato Piccoli boati e pubblicato il successivo 21 febbraio.

### 2021-2023: doppio Sanremo eRave, eclissi
Nel 2021 sono stati pubblicati i singoli Baby Goddamn e Maleducazione. Inoltre, nel mese di novembre è figurato nel sesto album di Fedez, Disumano, nella traccia Le madri degli altri.
Nel novembre 2021 è stato confermato come uno fra i dodici artisti partecipanti a Sanremo Giovani, evento che ha selezionato tre artisti emergenti per il 72º Festival di Sanremo. Tananai si è classificato secondo con il brano Esagerata, che nel febbraio 2022 gli ha dato il permesso di prendere parte al festival con il brano Sesso occasionale, scritto con Davide Simonetta, Paolo Antonacci e Alessandro Raina  classificandosi ultimo, al venticinquesimo posto.
Grazie alla visibilità ottenuta, è stato invitato nel game show Soliti ignoti, condotto da Amadeus, con Mahmood e Blanco, vincitori del festival di quell'anno con Brividi. Successivamente i singoli Sesso occasionale e il predecessore Baby Goddamn sono stati entrambi certificati rispettivamente con tre e con cinque dischi di platino. Tra fine marzo e inizio aprile, Baby Goddamn ha raggiunto la terza posizione della Top Singoli italiana e la vetta della classifica giornaliera dei brani più riprodotti su Spotify, guadagnando il posto da mesi occupato dal duo Mahmood e Blanco.
Nel 2022 il suo primo tour è stato riprogrammato con tappe in tutta Italia, mentre le date di Milano e Roma vengono riprogrammate in location più ampie e con doppie date, andate nuovamente sold out. A marzo è stato ospite di una puntata del programma Le Iene, dove ha tenuto un monologo motivazionale.
Il 3 giugno 2022 è uscito il singolo La dolce vita, in cui ha collaborato con Fedez e Mara Sattei; il brano ha raggiunto la vetta della classifica dei singoli più venduti in Italia, venendo premiato con sei dischi di platino. Il 31 agosto il brano ha vinto la sesta edizione del Power Hits Estate.
Il 28 giugno 2022 ha partecipato al concerto di beneficenza Love Mi, organizzato da Fedez e J-Ax al fine di raccogliere fondi per l'associazione Tog-Together To Go. Tre giorni più tardi, è stato commercializzato il singolo Pasta, in cui ha ripreso le sonorità elettroniche caratteristiche dell'epoca in cui era noto come Not for Us.
Il 30 settembre 2022 è apparso nel secondo album del produttore discografico Thasup, Carattere speciale, nella traccia Scialla. Il 9 ottobre seguente, dopo aver brevemente disattivato i suoi profili social, ha annunciato il suo nuovo singolo Abissale, uscito il 12 ottobre.
Al 25 novembre dello stesso anno è datata la pubblicazione del secondo album in studio Rave, eclissi, contenente tutti i singoli solisti pubblicati nell'arco del biennio. Il 2 dicembre, insieme al gruppo musicale Bnkr44, è figurato anche tra gli ospiti della traccia Domani ti chiamo,  contenente nella riedizione deluxe dell'album X2 di Sick Luke.
Nel febbraio 2023 ha partecipato per la seconda volta in gara al 73º Festival di Sanremo con il brano Tango, classificatosi al quinto posto al termine della manifestazione. Il 10 febbraio, nella quarta serata dedicata alle cover, ha duettato con Don Joe e Biagio Antonacci cantando i brani Vorrei cantare come Biagio di Simone Cristicchi e Sognami dello stesso Antonacci, classificatosi al sesto posto. Il brano sanremese è stato successivamente inserito nell'edizione deluxe dell'album Rave, eclissi.

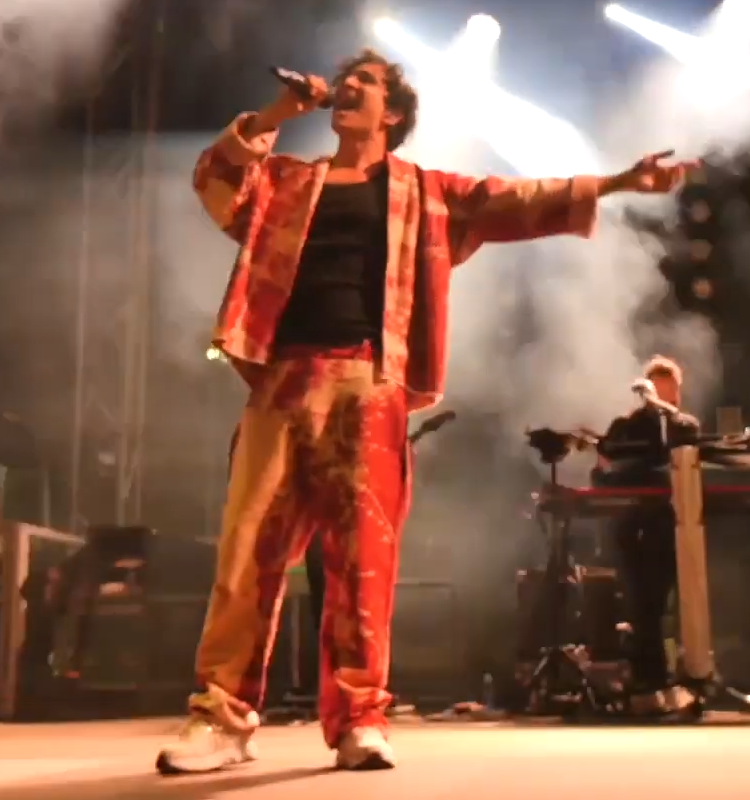
Tananai in concerto a Cortona (AR) nel 2023

Nella primavera 2023 ha tenuto il suo primo tour nei palasport italiani, al cui termine ha pubblicato insieme ai disc jockey Merk & Kremont e al rapper Marracash il singolo Un altro mondo, certificato doppio disco di platino. Nello stesso anno la rivista Forbes Italia lo ha inserito tra gli under 30 italiani che avranno maggiore impatto nel futuro per la categoria musica.

### 2024-presente:CalmoCobra
Il 15 marzo 2024 ha pubblicato il singolo Veleno, in seguito certificato disco di platino. A seguito della vittoria dello scudetto dell'Inter nell'aprile dello stesso anno ha pubblicato con Rose Villain e Madame il brano Ho fatto un sogno. Nel maggio dello stesso anno ha partecipato al concerto di iniziativa benefica Una. Nessuna. Centomila – in Arena per aiutare le donne vittime di violenza.
Il 5 giugno 2024 ha pubblicato il singolo Storie brevi, in coppia con Annalisa, in seguito certificato doppio disco di platino. Nell'estate dello stesso anno ha vinto il Telegatto, seguito il 3 settembre dalla vittoria al Power Hits Estate 2024. Il 6 settembre seguente è uscito il brano Ragni, mentre nel corso della settimana precedente Storie brevi è salito fino alla seconda posizione delle classifiche. I brani Veleno, Storie brevi e Ragni (certificato disco d'oro) hanno anticipato l'uscita del terzo album in studio CalmoCobra, avvenuta il 18 ottobre, che ha esordito in vetta alla classifica FIMI Album e in seguito certificato disco di platino.
Il 1º novembre dello stesso anno è uscito il brano Si mette male di Alessandra Amoroso, in cui Tananai ha curato la composizione e la produzione. Il 15 novembre è stato reso disponibile il singolo Punk love storia, seguito il 29 novembre dal singolo Booster, rispettivamente come quarto e quinto estratto dall'album CalmoCobra. Il 21 marzo 2025 è uscito il singolo Alibi come primo estratto dalla riedizione digitale dell'album, il quale è stato poi inserito nella colonna sonora del film L'amore, in teoria diretto da Luca Lucini, uscito il 24 aprile. Il 6 giugno è uscito il singolo Bella madonnina come secondo estratto dalla riedizione digitale dell'album.

## Vita privata
Nel 2014 si è trasferito da Cologno Monzese, dove viveva con la sua famiglia, a Milano. Ha rivelato in un video che sua nonna è originaria di Casalnuovo.
Ha dichiarato di aver sofferto di obesità, di essere stato vittima di bullismo e di essere appassionato di calcio e tifoso dell'Inter.

## Discografia
- 2017 – To Discover and Forget (come Not for Us)
- 2022 – Rave, eclissi
- 2024 – CalmoCobra

## Tournée
- 2020 – Aspettando il primo vero tour di Tananai
- 2022 – Tananai Live 2022
- 2023 – Tananai Live 2023
- 2024 – CalmoCobra Live 2024
- 2025 – CalmoCobra European tour 2025
- 2025 – CalmoCobra Live Estate 2025

## Programmi televisivi
- TOP DJ (Sky Uno, 2015) - concorrente

## Partecipazioni a manifestazioni canore
- Festival di Sanremo (Rai 1)
  - 2022 – 25º posto con Sesso occasionale
  - 2023 – 5º posto con Tango
- Sanremo Giovani (Rai 1)
  - 2021 – 2º posto con Esagerata

## Riconoscimenti
- Forbes Italia
  - 2023 – Inserimento tra gli under 30 italiani di maggiore impatto nel futuro nella categoria "Musica"[63]
- RTL 102.5 Power Hits Estate
  - 2022 – Vincitore assoluto e Premio FIMI per La dolce vita (con Fedez e Mara Sattei)[46]
  - 2024 – Vincitore assoluto per Storie brevi (con Annalisa)[71]
- Sanremo Giovani
  - 2021 – Secondo classificato della quindicesima edizione con Esagerata[27]
- Telegatto
  - 2024 – Premio alla canzone dell'estate per Storie brevi (con Annalisa)[70]